# Mike Devereaux
Michael Devereaux (né le 10 avril 1963 à Casper, Wyoming, États-Unis) est un joueur de baseball qui évolue dans les Ligues majeures de 1987 à 1998. Ce joueur de champ extérieur, principalement champ centre, est surtout associé à la franchise des Orioles de Baltimore, pour qui il a joué 7 ans.  Il remporte la Série mondiale 1995 avec les Braves d'Atlanta et est nommé joueur par excellence de la Série de championnat de la Ligue nationale qui précède la grande finale.

## Carrière
Joueur des Sun Devils de l'université d'État de l'Arizona, Mike Devereaux est repêché au 26e tour de sélection par les Indians de Cleveland en 1984 mais ne signe pas de contrat avec le club. L'année suivante, il est choisi en 5e ronde par les Dodgers de Los Angeles, avec qui il fait ses débuts dans le baseball majeur le 2 septembre 1987. Il demeure avec cette franchise jusqu'à l'échange du 12 mars 1989 qui l'envoie aux Orioles de Baltimore contre le lanceur droitier Mike Morgan. 

### Orioles de Baltimore
Devereaux joue les 6 saisons suivantes, de 1989 à 1994, avec les Orioles. Le 15 juillet 1989 en fin de 9e manche au Memorial Stadium de Baltimore, il frappe contre les Angels de la Californie un controversé coup de circuit de deux points, qui semble tomber en territoire des fausses balles au champ gauche mais donne néanmoins une victoire de 11-9 aux Orioles.
Il est à son poste au champ centre lors du premier match joué au Camden Yards de Baltimore, le stade que les Orioles inaugurent le 6 avril 1992. Le 9 avril 1992, il réussit contre Jack Armstong, le lanceur de Cleveland, le premier coup de circuit par un joueur des Orioles dans leur nouveau stade. Le premier circuit frappé dans l'enceinte a toutefois été réussi la veille par un joueur des Indians, Paul Sorrento. Devereaux connaît sa meilleure saison en 1992 alors qu'il entre dans le top 10 des joueurs de la Ligue américaine pour les coups sûrs, les coups sûrs de plus d'un but, les points produits et les apparitions au bâton. Il mène les Orioles avec 180 coups sûrs, 29 doubles (à égalité avec Cal Ripken), 24 circuits et 107 points produits. Il est aussi 2e de la ligue avec 11 triples. Sa moyenne au bâton de ,276 et sa moyenne de puissance de ,464 sont ses plus élevées en une année. Après la saison, il termine 7e au vote annuel désignant le joueur par excellence de la Ligue américaine, seule fois dans sa carrière où il est considéré pour cet honneur.

### Braves d'Atlanta
Il rejoint les White Sox de Chicago pour la saison 1995 mais est transéfé en août suivant aux Braves d'Atlanta contre Andre King, un joueur des ligues mineures qui ne passera jamais au plus haut niveau. Devereaux quitte une équipe en difficulté pour joindre les éventuels champions de la division Est de la Ligue américaine et éventuels champions du monde, les Braves remportant la Série mondiale 1995 en octobre suivant. Jouant pour la première fois de sa carrière en séries éliminatoires, Mike Devereaux est voté joueur par excellence de la Série de championnat 1995 de la Ligue nationale alors qu'il frappe dans une moyenne au bâton de ,308 avec un circuit, 5 points produits et une moyenne de puissance de ,615 dans les 4 matchs de la série où Atlanta balaie les Reds de Cincinnati. Il récolte un coup sûr en 4 présences au bâton avec un point produit dans la Série mondiale gagnée par les Braves sur les Indians de Cleveland.

### Dernières saisons
Il retourne aux Orioles de Baltimore pour sa dernière saison complète dans les majeures en 1996, mais sa moyenne au bâton ne s'élève qu'à ,229 avec 8 circuits en 127 matchs joués. Il apparaît dans 7 matchs éliminatoires à l'automne suivant, sans parvenir à se rendre sur les buts. Il joue 29 matchs avec les Rangers du Texas en 1997 et ses 9 derniers chez sa première équipe, les Dodgers de Los Angeles, en 1998. 
Mike Devereaux a disputé 1 086 matchs au total dans le baseball majeur, 878 d'entre eux avec Baltimore. Sa moyenne au bâton en carrière s'élève à ,254 avec 949 coups sûrs, dont 170 doubles, 33 triples et 105 circuits. Il compte 480 points produits, 491 points marqués et 85 buts volés. Son pourcentage de présence sur les buts se chiffre à ,308 et sa moyenne de puissance à ,401.